# Австралия на летних Олимпийских играх 2024
Австралия на летних Олимпийских играх 2024 года в Париже была представлена 461 спортсменом в 33 видах спорта.
Сборная Австралии завоевала 53 медали: 18 золотых, 19 серебряных и 16 бронзовых. Австралийцы заняли 4-е место по золотым медалям и 5-е место по общему количеству медалей. По золотым наградам это рекорд для австралийцев, по общему количеству больше было только на домашних Играх 2000 года в Сиднее (58).
7 золотых медалей австралийцы выиграли в плавании, в том числе 6 в женском плавании. Молли О’Каллаган стала трёхкратной олимпийской чемпионкой Парижа. Эмма Маккеон завоевала три медали в эстафетах, в том числе одно золото, и стала первым представителем не только Австралии, но и всего южного полушария, выигравшей 6 золотых олимпийских наград за карьеру во всех видах спорта (позднее на Играх в Париже новозеландка Лиса Кэррингтон стала 8-кратной олимпийской чемпионкой, выиграв три золота).

## Квалификация
| № п/п | Вид спорта                  | Мужчины        | Мужчины                | Женщины        | Женщины                | Всего          | Всего                  |
| № п/п | Вид спорта                  | Завоевано квот | Количество спортсменов | Завоевано квот | Количество спортсменов | Завоевано квот | Количество спортсменов |
| ----- | --------------------------- | -------------- | ---------------------- | -------------- | ---------------------- | -------------- | ---------------------- |
| 1     | Академическая гребля        | 3              | 15                     | 6              | 22                     | 9              | 37                     |
| 2     | Бадминтон                   |                |                        | 2              | 3                      | 2              | 3                      |
| 3     | Баскетбол                   | 1              | 12                     | 1              | 12                     | 2              | 24                     |
| 4     | Баскетбол 3×3               |                |                        | 1              | 4                      | 1              | 4                      |
| 5     | Бокс                        | 6              | 6                      | 6              | 6                      | 12             | 12                     |
| 6     | Борьба                      | 2              | 2                      |                |                        | 2              | 2                      |
| 7     | Брейкинг                    | 1              | 1                      | 1              | 1                      | 2              | 2                      |
| 8     | Велоспорт                   | 14             | 11                     | 14             | 11                     | 28             | 22                     |
| 9     | Водное поло                 | 1              | 12                     | 1              | 12                     | 2              | 24                     |
| 10    | Спортивная гимнастика       | 1              | 1                      | 1              | 5                      | 2              | 6                      |
| 11    | Художественная гимнастика   |                |                        | 2              | 6                      | 2              | 6                      |
| 12    | Гребля на байдарках и каноэ | 7              | 9                      | 6              | 7                      | 13             | 16                     |
| 13    | Конный спорт                |                |                        |                |                        | 12             | 9                      |
| 14    | Лёгкая атлетика             | 17             | 20                     | 21             | 23                     | 40             | 43                     |
| 15    | Настольный теннис           | 3              | 3                      | 3              | 3                      | 7              | 6                      |
| 16    | Парусный спорт              | 3              | 6                      | 3              | 6                      | 8              | 12                     |
| 17    | Плавание                    | 27             | 24                     | 31             | 27                     | 59             | 51                     |
| 18    | Прыжки в воду               | 4              | 5                      | 5              | 6                      | 9              | 11                     |
| 19    | Регби-7                     | 1              | 12                     | 1              | 12                     | 2              | 24                     |
| 20    | Сёрфинг                     | 2              | 2                      | 2              | 2                      | 4              | 4                      |
| 21    | Синхронное плавание         |                |                        | 2              |                        | 2              | 8                      |
| 22    | Современное пятиборье       | 1              | 1                      | 1              | 1                      | 2              | 2                      |
| 23    | Спортивное скалолазание     | 1              | 1                      | 1              | 1                      | 2              | 2                      |
| 24    | Стрельба                    | 5              | 5                      | 7              | 7                      | 12             | 12                     |
| 25    | Стрельба из лука            | 1              | 1                      | 1              | 1                      | 2              | 2                      |
| 26    | Триатлон                    | 2              | 2                      | 2              | 2                      | 4              | 4                      |
| 27    | Тхэквондо                   | 2              | 2                      | 1              | 1                      | 3              | 3                      |
| 28    | Тяжёлая атлетика            | 1              | 1                      | 2              | 2                      | 3              | 3                      |
| 29    | Футбол                      |                |                        | 1              | 18                     | 1              | 18                     |
| 30    | Хоккей на траве             | 1              | 16                     | 1              | 16                     | 2              | 32                     |
|       | ИТОГО                       | 107            | 170                    | 126            | 217                    | 251            | 404                    |

## Медали
| Медаль | Спортсмен(ы) | Вид спорта | Дисциплина | Дата |
| ------ | ------------ | ---------- | ---------- | ---- |

| Вид спорта | 1 | 2 | 3 | Всего |

| Медали по датам | Медали по датам | Медали по датам | Медали по датам | Медали по датам | Медали по датам |
| --------------- | --------------- | --------------- | --------------- | --------------- | --------------- |
| Дата            | 1               | 2               | 3               | Всего           |                 |

## Состав команды
Академическая гребля
1. Квота1
2. Квота2
3. Квота3
4. Квота4
5. Квота5
6. Квота6
7. Квота7
8. Квота8
9. Квота9
10. Квота10
11. Квота11
12. Квота12
13. Квота13
14. Квота14
15. Квота15
16. Квота16
17. Квота17
18. Квота18
19. Квота19
20. Квота20
21. Квота21
22. Квота22
23. Квота23
24. Квота24
25. Квота25
26. Квота26
27. Квота27
28. Квота28
29. Квота29
30. Квота30
31. Квота31
32. Квота32
33. Квота33
34. Квота34
35. Квота35
36. Квота36
37. Квота37

 Бадминтон
1. Тиффани Хо
2. Сетияна Мапаса
3. Анжела Ю[англ.]

 Баскетбол
1. Квота1
2. Квота2
3. Квота3
4. Квота4
5. Квота5
6. Квота6
7. Квота7
8. Квота8
9. Квота9
10. Квота10
11. Квота11
12. Квота12
13. Квота1
14. Квота2
15. Квота3
16. Квота4
17. Квота5
18. Квота6
19. Квота7
20. Квота8
21. Квота9
22. Квота10
23. Квота11
24. Квота12

 Баскетбол 3×3
1. Квота1
2. Квота2
3. Квота3
4. Квота4

 Бокс
1. Юсуф Чотия[англ.]
2. Чарли Сеньор[англ.]
3. Гарри Гарсайд
4. Шэннан Дэйви[англ.]
5. Каллум Питерс[англ.]
6. Теремоана Теремоана
7. Моника Сурачи[англ.]
8. Тиана Эчегарай[англ.]
9. Тина Рахими[англ.]
10. Тайла Макдональд[англ.]
11. Марисса Уильямсон[англ.]
12. Кейтлин Паркер[англ.]

 Борьба
Вольная борьба
1. Георгий Окороков
2. Джейден Лоуренс

 Брейкинг
1. Джеффри Дэн Арпи[англ.]
2. Рэйчел Ганн[англ.]

Велоспорт
 Шоссейный велоспорт
1. Квота1
2. Квота2
3. Квота3
4. Квота1
5. Квота2
6. Квота3

 Трековый велоспорт
1. Квота1 (спринт)
2. Квота2 (спринт)
3. Квота3 (спринт)
4. Квота4 (преследование)
5. Квота5 (преследование)
6. Квота6 (преследование)
7. Квота7 (преследование)
8. Квота1 (спринт)
9. Квота2 (спринт)
10. Квота3 (преследование)
11. Квота4 (преследование)
12. Квота5 (преследование)
13. Квота6 (преследование)

 Маунтинбайк
1. Квота1

 BMX-фристайл
1. Квота1
2. Квота2

 Водное поло
1. Квота1
2. Квота2
3. Квота3
4. Квота4
5. Квота5
6. Квота6
7. Квота7
8. Квота8
9. Квота9
10. Квота10
11. Квота11
12. Квота12
13. Квота13
14. Квота14
15. Квота15
16. Квота16
17. Квота17
18. Квота18
19. Квота19
20. Квота20
21. Квота21
22. Квота22
23. Квота23
24. Квота24

Гимнастика
 Спортивная гимнастика
1. Джесс Мур
2. Квота1
3. Квота2
4. Квота3
5. Квота4
6. Квота5

 Художественная гимнастика
1. Александра Кирой-Богатырёва
2. Квота2
3. Квота3
4. Квота4
5. Квота5
6. Квота6

Гребля на байдарках и каноэ
 Гребля на гладкой воде
1. Томас Грин
2. Джин ван дер Вестхёйзен
3. Рилей Фицсиммос
4. Пьер ван дер Вестхёйзен
5. Джексон Коллинз
6. Ноа Гавард
7. Алиса Вуд
8. Элла Бир
9. Алисса Булл
10. Александра Кларк
11. Джейл Стейнпрейс

 Гребной слалом
1. Тимоти Андерсон
2. Тристан Картер[англ.]
3. Квота3
4. Квота4

 Конный спорт
1. Квота1
2. Квота2
3. Квота3
4. Квота4
5. Квота5
6. Квота6
7. Квота7
8. Квота8
9. Квота9

 Лёгкая атлетика
1. Квота1 (400 м)
2. Питер Бол[англ.]
3. Квота3 (800 м)
4. Квота4 (1500 м)
5. Квота5 (1500 м)
6. Квота6 (1500 м)
7. Квота7 (5000 м)
8. Квота8 (5000 м)
9. Квота9 (марафон)
10. Квота10 (марафон)
11. Квота11 (ходьба)
12. Кайл Свон[англ.]
13. Ридайан Каули
14. Квота14 (шест)
15. Крис Митревски[англ.]
16. Мэттью Денни
17. Квота17
18. Квота18
19. Квота19
20. Квота20
21. Клаудиа Холлингсворт[англ.]
22. Эбби Калдвелл[англ.]
23. Квота3 (800 м)
24. Джессика Халл[англ.]
25. Квота5 (1500 м)
26. Квота6 (1500 м)
27. Квота7 (5000 м)
28. Лорен Райан[англ.]
29. Мишель Дженнеке
30. Шинейд Дайвер[англ.]
31. Женевьева Грегсон[англ.]
32. Джессика Стенсон[англ.]
33. Джемайма Монтаг
34. Ребекка Хендерсон[англ.]
35. Квота15 (ходьба)
36. Никола Олислагерс
37. Элинор Паттерсон
38. Квота18 (шест)
39. Квота19 (копье)
40. Квота20
41. Квота21
42. Квота22
43. Квота23

 Настольный теннис
1. Квота1
2. Квота2
3. Квота3
4. Квота4
5. Квота5
6. Квота6

 Парусный спорт
1. Грае Моррис[англ.]
2. Мэттью Верн
3. Джим Колли[англ.]
4. Шон Коннор
5. Конор Николас[англ.]
6. Брин Лиддел[англ.]
7. Бреиана Уайтхид[англ.]
8. Зои Томсон[англ.]
9. Оливия Прайс
10. Эви Хазельдин[англ.]
11. Ниа Джервуд
12. Рианнон Браун[англ.]

 Плавание
1. Квота1
2. Квота2
3. Квота3
4. Квота4
5. Квота5
6. Квота6
7. Квота7
8. Квота8
9. Квота9
10. Квота10
11. Квота11
12. Квота12
13. Квота13
14. Квота14
15. Квота15
16. Квота16
17. Квота17
18. Квота18
19. Квота19
20. Квота20
21. Квота21
22. Квота22
23. Николас Сломан[англ.]
24. Кайл Ли[англ.]*
25. Квота1
26. Квота2
27. Квота3
28. Квота4
29. Квота5
30. Квота6
31. Квота7
32. Квота8
33. Квота9
34. Квота10
35. Квота11
36. Квота12
37. Квота13
38. Квота14
39. Квота15
40. Квота16
41. Квота17
42. Квота18
43. Квота19
44. Квота20
45. Квота21
46. Квота22
47. Квота23
48. Квота24
49. Квота25
50. Челси Губецка
51. Моеша Джонсон[англ.]

 Прыжки в воду
1. Квота1
2. Квота2
3. Квота3
4. Квота4
5. Квота5
6. Квота1
7. Квота2
8. Квота3
9. Квота4
10. Квота5
11. Квота6

 Регби-7
1. Квота1
2. Квота2
3. Квота3
4. Квота4
5. Квота5
6. Квота6
7. Квота7
8. Квота8
9. Квота9
10. Квота10
11. Квота11
12. Квота12
13. Квота13
14. Квота14
15. Квота15
16. Квота16
17. Квота17
18. Квота18
19. Квота19
20. Квота20
21. Квота21
22. Квота22
23. Квота23
24. Квота24

 Сёрфинг
1. Итан Эвинг[англ.]
2. Джек Робинсон
3. Тайлер Райт[англ.]
4. Молли Пиклум[англ.]

 Синхронное плавание
1. Квота1
2. Квота2
3. Квота3
4. Квота4
5. Квота5
6. Квота6
7. Квота7
8. Квота8

 Современное пятиборье
1. Рис Лански[англ.]
2. Женевьева ван Ренсбург[англ.]

 Спортивное скалолазание
1. Кемпбелл Харрисон[англ.]
2. Осеана Маккензи[англ.]

 Стрельба
1. Квота1
2. Квота2
3. Квота3
4. Квота4
5. Квота5
6. Квота6
7. Квота7
8. Квота8
9. Квота9
10. Квота10
11. Квота11
12. Квота12

 Стрельба из лука
1. Квота1
2. Квота2

 Триатлон
1. Квота1
2. Квота2
3. Квота1
4. Квота2

 Тхэквондо
1. Бэйли Льюис[англ.]
2. Леон Сейранович[англ.]
3. Стейси Хаймер[англ.]

 Тяжёлая атлетика
1. Кайл Брюс[англ.]
2. Жаклин Нишель[англ.]
3. Эйлин Флоанна Чикаматана[англ.]

 Футбол
1. Квота1
2. Квота2
3. Квота3
4. Квота4
5. Квота5
6. Квота6
7. Квота7
8. Квота8
9. Квота9
10. Квота10
11. Квота11
12. Квота12
13. Квота13
14. Квота14
15. Квота15
16. Квота16
17. Квота17
18. Квота18

 Хоккей на траве
1. Квота1
2. Квота2
3. Квота3
4. Квота4
5. Квота5
6. Квота6
7. Квота7
8. Квота8
9. Квота9
10. Квота10
11. Квота11
12. Квота12
13. Квота13
14. Квота14
15. Квота15
16. Квота16
17. Квота17
18. Квота18
19. Квота19
20. Квота20
21. Квота21
22. Квота22
23. Квота23
24. Квота24
25. Квота25
26. Квота26
27. Квота27
28. Квота28
29. Квота29
30. Квота30
31. Квота31
32. Квота32

## Академическая гребля
Австралия завоевала девять квот на участие в соревнованиях по академической гребле на Чемпионате мира по академической гребле 2023 года в Белграде, Сербия.
Мужчины
| Спортсмен | Дисциплина         | Заезд | Заезд | Утеш. заезд | Утеш. заезд | Полуфиналы | Полуфиналы | Финалы | Финалы |
| Спортсмен | Дисциплина         | Время | Место | Время       | Место       | Время      | Место      | Время  | Место  |
| --------- | ------------------ | ----- | ----- | ----------- | ----------- | ---------- | ---------- | ------ | ------ |
|           | Двойки распашные   |       |       |             |             |            |            |        |        |
|           | Четвёрки распашные |       |       |             |             |            |            |        |        |
|           | Восьмёрки          |       |       |             |             |            |            |        |        |

Женщины
| Спортсмен | Дисциплина         | Заезд | Заезд | Утеш. заезд | Утеш. заезд | Полуфиналы | Полуфиналы | Финалы | Финалы |
| Спортсмен | Дисциплина         | Время | Место | Время       | Место       | Время      | Место      | Время  | Место  |
| --------- | ------------------ | ----- | ----- | ----------- | ----------- | ---------- | ---------- | ------ | ------ |
|           | Одиночки           |       |       |             |             |            |            |        |        |
|           | Двойки распашные   |       |       |             |             |            |            |        |        |
|           | Двойки парные      |       |       |             |             |            |            |        |        |
|           | Четвёрки распашные |       |       |             |             |            |            |        |        |
|           | Четвёрки парные    |       |       |             |             |            |            |        |        |
|           | Восьмёрки          |       |       |             |             |            |            |        |        |

Легенда: FA=Финал А (медали); FB=Финал В; FC=Финал С; FD=Финал D; FE=Финал E; FF=Финал F; SA/B=Полуфиналы A/B; SC/D=Полуфиналы C/D; SE/F=Полуфиналы E/F; QF=Четвертьфиналы; R=Утешительные заезды

## Бадминтон
Австралия завоевала две квоты на участие в олимпийском турнире по бадминтону в соответствии с Олимпийским рейтингом BWF.
Женщины
| Спортсмен               | Категория | Группы        | Группы        | Группы        | Группы | Выбывание     | Четвертьфиналы | Полуфиналы    | Финал / За 3 место | Финал / За 3 место |
| Спортсмен               | Категория | Соперник Счет | Соперник Счет | Соперник Счет | Место  | Соперник Счет | Соперник Счет  | Соперник Счет | Соперник Счет      | Место              |
| ----------------------- | --------- | ------------- | ------------- | ------------- | ------ | ------------- | -------------- | ------------- | ------------------ | ------------------ |
| Тиффани Хо              | Одиночный |               |               |               |        |               |                |               |                    |                    |
| Сетияна Мапаса Анжела Ю | Пары      |               |               |               |        | —             |                |               |                    |                    |

## Баскетбол
Мужская баскетбольная сборная Австралии получила право выступить в олимпийском турнире на Чемпионате мира по баскетболу 2023 года как лучшая команда Океании. Женская сборная Австралии добилась того же, выиграв Олимпийский отборочный турнир ФИБА 2024 года в Белене, Бразилия.
| Команда   | Соревнование   | Групповая стадия | Групповая стадия | Групповая стадия | Групповая стадия | Четвертьфиналы | Полуфиналы    | Финал / Матч за 3 место | Финал / Матч за 3 место |
| Команда   | Соревнование   | Соперник Счёт    | Соперник Счёт    | Соперник Счёт    | Место            | Соперник Счёт  | Соперник Счёт | Соперник Счёт           | Место                   |
| --------- | -------------- | ---------------- | ---------------- | ---------------- | ---------------- | -------------- | ------------- | ----------------------- | ----------------------- |
| Австралия | Мужской турнир |                  |                  |                  |                  |                |               |                         |                         |
| Австралия | Женский турнир | Нигерия          | Канада           | Франция          |                  |                |               |                         |                         |

### Мужской турнир
Состав команды
- Команда из 12 игроков

### Женский турнир
Состав команды
- Команда из 12 игроков

## Баскетбол 3×3
Женская сборная Австралии завоевала право выступить в олимпийском турнире,  войдя в число трех лучших команд на Олимпийском квалификационном турнире 2024 года в Дебрецене, Венгрия.
| Команда   | Соревнование   | Групповая стадия | Групповая стадия | Групповая стадия | Групповая стадия | Групповая стадия | Групповая стадия | Групповая стадия | Групповая стадия | Четвертьфиналы | Полуфиналы    | Финал / Матч за 3 место | Финал / Матч за 3 место |
| Команда   | Соревнование   | Соперник Счёт    | Соперник Счёт    | Соперник Счёт    | Соперник Счёт    | Соперник Счёт    | Соперник Счёт    | Соперник Счёт    | Место            | Соперник Счёт  | Соперник Счёт | Соперник Счёт           | Место                   |
| --------- | -------------- | ---------------- | ---------------- | ---------------- | ---------------- | ---------------- | ---------------- | ---------------- | ---------------- | -------------- | ------------- | ----------------------- | ----------------------- |
| Австралия | Женщины турнир |                  |                  |                  |                  |                  |                  |                  |                  |                |               |                         |                         |

#### Женский турнир
Состав команды
- Команда из 4 игроков

## Бокс
Австралия завоевала по шесть мест в мужской и женский олимпийский турниры на Тихоокеанских играх 2023 года в Хониаре, Соломоновы острова.
| Спортсмен         | Категория           | 1 раунд            | 1/8 финала         | Четвертьфиналы     | Полуфиналы         | Финал              | Финал |
| Спортсмен         | Категория           | Соперник Результат | Соперник Результат | Соперник Результат | Соперник Результат | Соперник Результат | Место |
| ----------------- | ------------------- | ------------------ | ------------------ | ------------------ | ------------------ | ------------------ | ----- |
| Юсуф Чотия        | Мужчины 51 кг       | 0                  |                    |                    |                    |                    |       |
| Чарли Сениор      | Мужчины 57 кг       | 0                  |                    |                    |                    |                    |       |
| Гарри Гарсайд     | Мужчины 63,5 кг     | 0                  |                    |                    |                    |                    |       |
| Шэннан Дэйви      | Мужчины 71 кг       | 0                  |                    |                    |                    |                    |       |
| Каллум Питерс     | Мужчины 80 кг       | 0                  |                    |                    |                    |                    |       |
| Теремоана Джуниор | Мужчины свыше 92 кг |                    | 0                  |                    |                    |                    |       |
| Моника Сурачи     | Женщины до 50 кг    | 0                  |                    |                    |                    |                    |       |
| Тиана Эчегарай    | Женщины до 54 кг    | 0                  |                    |                    |                    |                    |       |
| Тина Рахими       | Женщины до 57 кг    | 0                  |                    |                    |                    |                    |       |
| Тайла Макдональд  | Женщины до 60 кг    | 0                  |                    |                    |                    |                    |       |
| Марисса Уильямсон | Женщины до 66 кг    | 0                  |                    |                    |                    |                    |       |
| Кейтлин Паркер    | Женщины до 75 кг    | 0                  |                    |                    |                    |                    |       |

## Борьба
Австралия завоевала два места в мужской турнир по вольной борьбе на Африкано-Океанском квалификационном турнире 2024 года в Каире, Египет.
Вольная борьба
| Спортсмен        | Категория        | 1/8 финала         | Четвертьфиналы     | Полуфиналы         | Утеш.поединки      | Финал / За 3 место | Финал / За 3 место |
| Спортсмен        | Категория        | Соперник Результат | Соперник Результат | Соперник Результат | Соперник Результат | Соперник Результат | Место              |
| ---------------- | ---------------- | ------------------ | ------------------ | ------------------ | ------------------ | ------------------ | ------------------ |
| Георгий Окороков | Мужчины до 65 кг |                    |                    |                    |                    |                    |                    |
| Джейден Лоуренс  | Мужчины до 86 кг |                    |                    |                    |                    |                    |                    |

## Брейкинг
Австралия завоевала по одному месту в соревнования юношей и девушек на Чемпионате Океании 2023 года в Сиднее, Австралии.
| Спортсмен        | Ник      | Категория | Квалификация | Квалификация | 1/16               | Четверьфиналы      | Полуфиналы         | Финал / За 3 место | Финал / За 3 место |
| Спортсмен        | Ник      | Категория | Баллы        | Место        | Соперник Результат | Соперник Результат | Соперник Результат | Соперник Результат | Место              |
| ---------------- | -------- | --------- | ------------ | ------------ | ------------------ | ------------------ | ------------------ | ------------------ | ------------------ |
| Джеффри Дэн Арпи | J Attack | Би-бои    |              |              | 0                  |                    |                    |                    |                    |
| Рэйчел Ганн      | Raygun   | Би-гёрлз  |              |              | 0                  |                    |                    |                    |                    |

## Велоспорт

### Шоссейные велогонки
Австралия получила по рейтингу UCI по три места в мужской и женской групповых гонках на шоссе, а также по одному месту в мужской и женской индивидуальных гонках с раздельным стартом. Еще по одному месту в мужской и женской индивидуальных гонках Австралия получили по результатам Чемпионата мира по шоссейным велогонкам 2023 года в Глазго, Великобритания.
Мужчины
| Спортсмен | Дисциплина                 | Время | Место |
| --------- | -------------------------- | ----- | ----- |
|           | Групповая гонка            |       |       |
|           |                            |       |       |
|           |                            |       |       |
|           | Гонка с раздельным стартом |       |       |
|           |                            |       |       |

Женщины
| Спортсмен | Дисциплина                 | Время | Место |
| --------- | -------------------------- | ----- | ----- |
|           | Групповая гонка            |       |       |
|           |                            |       |       |
|           |                            |       |       |
|           | Гонка с раздельным стартом |       |       |
|           |                            |       |       |

### Велотрек
Австралия завоевала в соответствии с олимпийским рейтингом UCI право выставить участников во всех трековых дисциплинах, кроме женского командного спринта.
Командный спринт
| Спортсмен | Дисциплина | Квалификация | Квалификация | Полуфиналы     | Полуфиналы | Финал          | Финал |
| Спортсмен | Дисциплина | Время        | Место        | Соперник Время | Место      | Соперник Время | Место |
| --------- | ---------- | ------------ | ------------ | -------------- | ---------- | -------------- | ----- |
|           | Мужчины    |              |              |                |            |                |       |

Легенды: FA=Финал; FB=За 3 место
Спринт
| Спортсмен | Дисциплина | Квалификация | Квалификация | Раунд 1        | Утеш. 1        | Раунд 2        | Утеш 2         | Раунд 3        | Утеш. 3        | Четвертьфиналы | Полуфиналы     | Финал / За 3 место | Финал / За 3 место |
| Спортсмен | Дисциплина | Время        | Место        | Соперник Время | Соперник Время | Соперник Время | Соперник Время | Соперник Время | Соперник Время | Соперник Время | Соперник Время | Соперник Время     | Место              |
| --------- | ---------- | ------------ | ------------ | -------------- | -------------- | -------------- | -------------- | -------------- | -------------- | -------------- | -------------- | ------------------ | ------------------ |
|           | Мужчины    |              |              |                |                |                |                |                |                |                |                |                    |                    |
|           |            |              |              |                |                |                |                |                |                |                |                |                    |                    |
|           | Женщины    |              |              |                |                |                |                |                |                |                |                |                    |                    |
|           |            |              |              |                |                |                |                |                |                |                |                |                    |                    |

Кейрин
| Спортсмен | Дисциплина | Раунд 1 | Утеш. | Четвертьфиналы | Полуфиналы | Финал |
| Спортсмен | Дисциплина | Место   | Место | Место          | Место      | Место |
| --------- | ---------- | ------- | ----- | -------------- | ---------- | ----- |
|           | Мужчины    |         |       |                |            |       |
|           |            |         |       |                |            |       |
|           | Женщины    |         |       |                |            |       |
|           |            |         |       |                |            |       |

Командное преследование
| Спортсмен | Дисциплина | Квалификация | Квалификация | Полуфиналы         | Полуфиналы         | Финал | Финал |
| Спортсмен | Дисциплина | Время        | Место        | Соперник Результат | Соперник Результат | Место |       |
| --------- | ---------- | ------------ | ------------ | ------------------ | ------------------ | ----- | ----- |
|           | Мужчины    |              |              |                    |                    |       |       |
|           | Женщины    |              |              |                    |                    |       |       |

Омниум
| Спортсмен | Дисциплина | Скрэтч | Скрэтч | Темповая гонка | Темповая гонка | Гонка с выбыванием | Гонка с выбыванием | Гонка по очкам | Гонка по очкам | Всего | Всего |
| Спортсмен | Дисциплина | Очки   | Место  | Очки           | Место          | Очки               | Место              | Очки           | Место          | Очки  | Место |
| --------- | ---------- | ------ | ------ | -------------- | -------------- | ------------------ | ------------------ | -------------- | -------------- | ----- | ----- |
|           | Мужчины    |        |        |                |                |                    |                    |                |                |       |       |
|           | Женщины    |        |        |                |                |                    |                    |                |                |       |       |

Мэдисон
| Спортсмены | Дисциплина | Очки | Круги | Место |
| ---------- | ---------- | ---- | ----- | ----- |
|            | Мужчины    |      |       |       |
|            | Женщины    |      |       |       |

### Маунтинбайк
Австралия получила одно место в женские соревнования по маунтинбайку на основании Олимпийского квалификационного рейтинга UCI.
| Спортсмен | Категория | Время | Место |
| --------- | --------- | ----- | ----- |
|           | Женщины   |       |       |

### BMX
Фристайл
Австралия получила одно место в мужских соревнованиях по BMX-фристайлу по результатам Чемпионата мира по BMX-фристайлу 2023 года в Глазго, Великобритания и одно место в женских соревнованиях по результатам Чемпионата мира UCI 2022 по городскому велоспорту в Абу-Даби, ОАЭ.
| Спортсмен | Категория | Посев | Посев | Финал | Финал |
| Спортсмен | Категория | Баллы | Место | Баллы | Место |
| --------- | --------- | ----- | ----- | ----- | ----- |
|           | Мужчины   |       |       |       |       |
|           | Женщины   |       |       |       |       |

## Водное поло
Мужская сборная Австралии по водному поло квалифицировалась в олимпийский турнир на Чемпионате мира по водным видам спорта 2023 года в Фукуоке, Япония как лучшая команда Океании. Женская сборная Австралии добилась того же, выиграв Квалификационную серии Океании 2023 года.
| Команда   | Соревнование   | Групповая стадия | Групповая стадия | Групповая стадия | Групповая стадия | Групповая стадия | Групповая стадия | Четвертьфиналы | Полуфиналы    | Финал / За 3 место | Финал / За 3 место |
| Команда   | Соревнование   | Соперник Счёт    | Соперник Счёт    | Соперник Счёт    | Соперник Счёт    | Соперник Счёт    | Место            | Соперник Счёт  | Соперник Счёт | Соперник Счёт      | Место              |
| --------- | -------------- | ---------------- | ---------------- | ---------------- | ---------------- | ---------------- | ---------------- | -------------- | ------------- | ------------------ | ------------------ |
| Австралия | Мужской турнир | Испания          | Сербия           | Франция          | Венгрия          | Япония           |                  |                |               |                    |                    |
| Австралия | Женский турнир | —                | Китай            | Нидерланды       | Канада           | Венгрия          |                  |                |               |                    |                    |

### Мужской турнир
Состав команды
- Команда из 12 игроков

### Женский турнир
Состав команды
- Команда из 12 игроков

## Гимнастика спортивная
Австралия завоевала максимальную квоту на участие в женском олимпийском турнире по спортивной гимнастике на Чемпионатах мира по спортивной гимнастике 2022 года в Антверпене, Бельгия и одну индивидуальную квоту в мужское личное многоборье на Чемпионате Океании 2024 года в Окленде, Новая Зеландия.
Мужчины
| Джесс Мур | Многоборье |  |  |  |  |  |  |  |  |  |  |  |  |  |  |

Женщины
| Спортсмен | Дисциплина      | Квалификация | Квалификация | Квалификация | Квалификация | Квалификация | Квалификация | Финал   | Финал   | Финал   | Финал   | Финал | Финал |
| Спортсмен | Дисциплина      | Снаряды      | Снаряды      | Снаряды      | Снаряды      | Всего        | Место        | Снаряды | Снаряды | Снаряды | Снаряды | Всего | Место |
| Спортсмен | Дисциплина      | ОП           | РБ           | Б            | В            | Всего        | Место        | ОП      | РБ      | Б       | В       | Всего | Место |
| --------- | --------------- | ------------ | ------------ | ------------ | ------------ | ------------ | ------------ | ------- | ------- | ------- | ------- | ----- | ----- |
|           | Женщины команды |              |              |              |              |              |              |         |         |         |         | —     | —     |
|           | Женщины команды |              |              |              |              |              |              |         |         |         |         | —     | —     |
|           | Женщины команды |              |              |              |              |              |              |         |         |         |         | —     | —     |
|           | Женщины команды |              |              |              |              |              |              |         |         |         |         | —     | —     |
|           | Женщины команды |              |              |              |              |              |              |         |         |         |         | —     | —     |
| Всего     | Женщины команды |              |              |              |              |              |              |         |         |         |         |       |       |

## Гимнастика художественная
Австралия завоевала право выставить одну гимнастку в личном многоборье и команду в групповом многоборье на Чемпионате Океании 2024 года.
| Спортсмен                   | Дисциплина | Квалификация | Квалификация | Квалификация | Квалификация | Квалификация | Квалификация | Финал | Финал | Финал  | Финал | Финал | Финал |
| Спортсмен                   | Дисциплина | Обруч        | Мяч          | Булавы       | Лента        | Итог         | Место        | Обруч | Мяч   | Булавы | Лента | Итог  | Место |
| --------------------------- | ---------- | ------------ | ------------ | ------------ | ------------ | ------------ | ------------ | ----- | ----- | ------ | ----- | ----- | ----- |
| Александра Кирой-Богатырёва | Личное     |              |              |              |              |              |              |       |       |        |       |       |       |

| Спортсмены | Дисциплина | Квалификация | Квалификация | Квалификация | Квалификация | Финал       | Финал        | Финал | Финал |
| Спортсмены | Дисциплина | 5 предметов  | 3+2 предмета | Итог         | Место        | 5 предметов | 3+2 предмета | Итог  | Место |
| ---------- | ---------- | ------------ | ------------ | ------------ | ------------ | ----------- | ------------ | ----- | ----- |
|            | Группы     |              |              |              |              |             |              |       |       |

## Гребля на байдарках и каноэ
Австралия завоевала право выставить три лодки в мужских и две в женских соревнованиях байдарочников на гладкой воде на Чемпионате мира по гребле на байдарках и каноэ в Дуйсбурге, Германия.

### Гладкая вода
Мужчины
| Спортсмен                                                          | Дисциплина        | Заезды | Заезды | Четвертьфиналы | Четвертьфиналы | Полуфиналы | Полуфиналы | Финалы | Финалы |
| Спортсмен                                                          | Дисциплина        | Время  | Место  | Время          | Место          | Время      | Место      | Время  | Место  |
| ------------------------------------------------------------------ | ----------------- | ------ | ------ | -------------- | -------------- | ---------- | ---------- | ------ | ------ |
|                                                                    | Байдарка-1 1000 м |        |        |                |                |            |            |        |        |
| Томас Грин Джин ван дер Вестхёйзен                                 | Байдарка-2 500 м  |        |        |                |                |            |            |        |        |
| Рилей Фицсиммос Пьер ван дер Вестхёйзен Джексон Коллинз Ноа Гавард | Байдарка-4 500 м  |        |        |                |                |            |            |        |        |

Женщины
| Спортсмен                                              | Дисциплина       | Заезды | Заезды | Четвертьфиналы | Четвертьфиналы | Полуфиналы | Полуфиналы | Финалы | Финалы |
| Спортсмен                                              | Дисциплина       | Время  | Место  | Время          | Место          | Время      | Место      | Время  | Место  |
| ------------------------------------------------------ | ---------------- | ------ | ------ | -------------- | -------------- | ---------- | ---------- | ------ | ------ |
| Алиса Вуд                                              | Байдарка-1 500 м |        |        |                |                |            |            |        |        |
| Элла Бир Алисса Булл Александра Кларк Джейл Стейнпрейс | Байдарка-4 500 м |        |        |                |                |            |            |        |        |

### Гребной слалом
Австралия завоевала право участвовать в олимпийском турнире на байдарках у мужчин и на каноэ и байдарках у женщин на Чемпионате мира по гребному слалому 2023 года в Лондоне, Великобритания и право участвовать в соревнованиях на каноэ у мужчин на Квалификационном турнире Океании 2024 года в Пенрите, Австралия.
Мужчины
| Спортсмен       | Дисциплина | Заезды    | Заезды | Заезды    | Заезды | Заезды       | Заезды | Полуфинал | Полуфинал | Финал | Финал |
| Спортсмен       | Дисциплина | 1 попытка | Место  | 2 попытка | Место  | Лучшее время | Место  | Время     | Место     | Время | Место |
| --------------- | ---------- | --------- | ------ | --------- | ------ | ------------ | ------ | --------- | --------- | ----- | ----- |
| Тимоти Андерсон | Байдарка-1 |           |        |           |        |              |        |           |           |       |       |
| Тристан Картер  | Каноэ-1    |           |        |           |        |              |        |           |           |       |       |

Женщины
| Спортсмен | Дисциплина | Заезды    | Заезды | Заезды    | Заезды | Заезды       | Заезды | Полуфинал | Полуфинал | Финал | Финал |
| Спортсмен | Дисциплина | 1 попытка | Место  | 2 попытка | Место  | Лучшее время | Место  | Время     | Место     | Время | Место |
| --------- | ---------- | --------- | ------ | --------- | ------ | ------------ | ------ | --------- | --------- | ----- | ----- |
|           | Байдарка-1 |           |        |           |        |              |        |           |           |       |       |
|           | Каноэ-1    |           |        |           |        |              |        |           |           |       |       |

## Конный спорт
Австралия завоевала максимально возможное количество мест в олимпийском турнире по конному спорту — по команде из трех человек и три места в личных соревнованиях во всех трех олимпийских дисциплинах конного спорта, квалифицировавшись через Олимпийскую квалификацию группы G.

### Выездка
| Спортсмен | Лошадь   | Дисциплина       | Гран При | Гран При | Специальный Гран При | Специальный Гран При | Произвольный Гран При | Произвольный Гран При | Сумма | Сумма |
| Спортсмен | Лошадь   | Дисциплина       | Баллы    | Место    | Баллы                | Место                | Техника               | Артистизм             | Баллы | Место |
| --------- | -------- | ---------------- | -------- | -------- | -------------------- | -------------------- | --------------------- | --------------------- | ----- | ----- |
|           |          | Личный турнир    |          |          | —                    | —                    |                       |                       |       |       |
|           |          | Личный турнир    |          |          | —                    | —                    |                       |                       |       |       |
|           |          | Личный турнир    |          |          | —                    | —                    |                       |                       |       |       |
|           | См. выше | Командный турнир |          |          |                      |                      | —                     | —                     |       |       |

### Троеборье
| Спортсмен | Лошадь   | Дисциплина       | Выездка | Выездка | Кросс | Кросс | Кросс | Конкур       | Конкур       | Конкур       | Конкур | Конкур | Конкур | Всего | Всего |
| Спортсмен | Лошадь   | Дисциплина       | Выездка | Выездка | Кросс | Кросс | Кросс | Квалификация | Квалификация | Квалификация | Финал  | Финал  | Финал  | Всего | Всего |
| Спортсмен | Лошадь   | Дисциплина       | Штраф   | Место   | Штраф | Всего | Место | Штраф        | Всего        | Место        | Штраф  | Всего  | Место  | Штраф | Место |
| --------- | -------- | ---------------- | ------- | ------- | ----- | ----- | ----- | ------------ | ------------ | ------------ | ------ | ------ | ------ | ----- | ----- |
|           |          | Личный турнир    |         |         |       |       |       |              |              |              |        |        |        |       |       |
|           |          |                  |         |         |       |       |       |              |              |              |        |        |        |       |       |
|           |          |                  |         |         |       |       |       |              |              |              |        |        |        |       |       |
|           | См. выше | Командный турнир |         |         |       |       |       |              |              |              | —      | —      | —      |       |       |

### Конкур
| Спортсмен | Лошадь   | Дисциплина       | Квалификация | Квалификация | Финал | Финал | Финал |
| Спортсмен | Лошадь   | Дисциплина       | Штраф        | Место        | Штраф | Время | Место |
| --------- | -------- | ---------------- | ------------ | ------------ | ----- | ----- | ----- |
|           |          | Личный турнир    |              |              |       |       |       |
|           |          |                  |              |              |       |       |       |
|           |          |                  |              |              |       |       |       |
|           | См. выше | Командный турнир |              |              |       |       |       |

## Легкая атлетика
Австралийские легкоатлеты выполнили нормативы для участия в Играх 2024 года, пройдя прямую квалификацию или по мировому рейтингу, в следующих соревнованиях (максимум по 3 спортсмена в каждом).
Беговые дисциплины
Мужчины
| Спортсмен     | Дисциплина            | Забеги    | Забеги | Утеш. забеги | Утеш. забеги | Полуфиналы | Полуфиналы | Финал     | Финал |
| Спортсмен     | Дисциплина            | Результат | Место  | Результат    | Место        | Результат  | Место      | Результат | Место |
| ------------- | --------------------- | --------- | ------ | ------------ | ------------ | ---------- | ---------- | --------- | ----- |
|               | 400 м                 |           |        |              |              |            |            |           |       |
| Питер Бол     | 800 м                 |           |        |              |              |            |            |           |       |
|               | 800 м                 |           |        |              |              |            |            |           |       |
|               | 1500 м                |           |        |              |              |            |            |           |       |
|               |                       |           |        |              |              |            |            |           |       |
|               |                       |           |        |              |              |            |            |           |       |
|               | 5000 м                |           |        | —            | —            | —          | —          |           |       |
|               | 5000 м                |           |        | —            | —            | —          | —          |           |       |
|               | Марафон               | —         | —      | —            | —            | —          | —          |           |       |
|               | Марафон               | —         |        |              |              |            |            |           |       |
| Кайл Свон     | Ходьба 20 км          | —         | —      | —            | —            | —          | —          |           |       |
| Ридайан Каули | Ходьба 20 км          | —         | —      | —            | —            | —          | —          |           |       |
|               | Ходьба 20 км          | —         | —      | —            | —            | —          | —          |           |       |
|               | Эстафета 4×100 метров |           |        | —            | —            | —          | —          |           |       |

Женщины
| Спортсмен            | Дисциплина            | Забеги    | Забеги | Утеш. забеги | Утеш. забеги | Полуфиналы | Полуфиналы | Финал     | Финал |
| Спортсмен            | Дисциплина            | Результат | Место  | Результат    | Место        | Результат  | Место      | Результат | Место |
| -------------------- | --------------------- | --------- | ------ | ------------ | ------------ | ---------- | ---------- | --------- | ----- |
| Клаудиа Холлингсворт | 800 м                 |           |        |              |              |            |            |           |       |
| Эбби Калдвелл        | 800 м                 |           |        |              |              |            |            |           |       |
| Джессика Халл        | 1500 м                |           |        |              |              |            |            |           |       |
|                      | 1500 м                |           |        |              |              |            |            |           |       |
|                      | 1500 м                |           |        |              |              |            |            |           |       |
|                      | 5000 м                |           |        | —            | —            | —          | —          |           |       |
|                      | 5000 м                |           |        | —            | —            | —          | —          |           |       |
| Лорен Райан          | 10000 м               | —         | —      | —            | —            | —          | —          |           |       |
| Мишель Дженнеке      | 100 м с/б             |           |        |              |              |            |            |           |       |
| Шинейд Дайвер        | Марафон               | —         | —      | —            | —            | —          | —          |           |       |
| Женевьева Грегсон    | Марафон               | —         | —      | —            | —            | —          | —          |           |       |
| Джессика Стенсон     | Марафон               | —         | —      | —            | —            | —          | —          |           |       |
| Джемайма Монтаг      | Ходьба 20 км          | —         | —      | —            | —            | —          | —          |           |       |
| Ребекка Хендерсон    | Ходьба 20 км          | —         | —      | —            | —            | —          | —          |           |       |
|                      | Ходьба 20 км          | —         | —      | —            | —            | —          | —          |           |       |
|                      | Эстафета 4×100 метров |           |        | —            | —            | —          | —          |           |       |

Микст
| Спортсмен | Дисциплина      | Забеги    | Забеги | Финал     | Финал |
| Спортсмен | Дисциплина      | Результат | Место  | Результат | Место |
| --------- | --------------- | --------- | ------ | --------- | ----- |
|           | Ходьба эстафета | —         | —      |           |       |
|           | Ходьба эстафета | —         | —      |           |       |

Технические дисциплины
Мужчины
| Спортсмен      | Дисциплина      | Полуфиналы | Полуфиналы | Финал     | Финал |
| Спортсмен      | Дисциплина      | Результат  | Место      | Результат | Место |
| -------------- | --------------- | ---------- | ---------- | --------- | ----- |
|                | Прыжки с шестом |            |            |           |       |
| Крис Митревски | Прыжки в длину  |            |            |           |       |
| Мэттью Денни   | Метание диска   |            |            |           |       |

Женщины
| Спортсмен         | Дисциплина      | Полуфиналы | Полуфиналы | Финал     | Финал |
| Спортсмен         | Дисциплина      | Результат  | Место      | Результат | Место |
| ----------------- | --------------- | ---------- | ---------- | --------- | ----- |
| Никола Олислагерс | Прыжки в высоту |            |            |           |       |
| Элинор Паттерсон  | Прыжки в высоту |            |            |           |       |
|                   | Прыжки с шестом |            |            |           |       |
|                   | Метание копья   |            |            |           |       |

## Настольный теннис
Австралия завоевала право выставить мужскую и женскую команду, пару в миксте, а также автоматически по два игрока в мужском и женском индивидуальных турнирах по итогам Чемпионата Океании 2023 года в Таунсвилле, Австралия.
| Спортсмен | Дисциплина      | Предварит.         | 1 Раунд            | 2 Раунд            | 3 Раунд            | 1/8                | Четвертьфиналы     | Полуфиналы         | Финал / За 3 место | Финал / За 3 место |
| Спортсмен | Дисциплина      | Соперник Результат | Соперник Результат | Соперник Результат | Соперник Результат | Соперник Результат | Соперник Результат | Соперник Результат | Соперник Результат | Место              |
| --------- | --------------- | ------------------ | ------------------ | ------------------ | ------------------ | ------------------ | ------------------ | ------------------ | ------------------ | ------------------ |
|           | Мужчины личное  |                    |                    |                    |                    |                    |                    |                    |                    |                    |
|           |                 |                    |                    |                    |                    |                    |                    |                    |                    |                    |
|           | Мужчины команды | —                  | —                  | —                  | —                  |                    |                    |                    |                    |                    |
|           | Женщины личное  |                    |                    |                    |                    |                    |                    |                    |                    |                    |
|           |                 |                    |                    |                    |                    |                    |                    |                    |                    |                    |
|           | Женщины команды | —                  | —                  | —                  | —                  |                    |                    |                    |                    |                    |
|           | Микст пары      | —                  | —                  | —                  | —                  |                    |                    |                    |                    |                    |

## Парусный спорт
Австралия завоевала право выставить по одной лодке (яхте) в нижеследующих классах судов по результатам Чемпионата мира по парусному спорту 2023 года в Гааге, Нидерланды и регаты Океании 2023 года в Сиднее, Австралия.
Гонки с выбыванием
| Спортсмен       | Дисциплина           | Гонка | Гонка | Гонка | Гонка | Гонка | Гонка | Гонка | Гонка | Гонка | Гонка | Гонка | Гонка | Гонка | Гонка | Гонка | Гонка | Гонка | Гонка | Гонка | Гонка | Гонка | Гонка | Гонка | Гонка | Гонка | Место |
| Спортсмен       | Дисциплина           | 1     | 2     | 3     | 4     | 5     | 6     | 7     | 8     | 9     | 10    | 11    | 12    | 1/4   | ПФ1   | ПФ2   | ПФ3   | ПФ4   | ПФ5   | ПФ6   | Ф1    | Ф2    | Ф3    | Ф4    | Ф5    | Ф6    | Место |
| --------------- | -------------------- | ----- | ----- | ----- | ----- | ----- | ----- | ----- | ----- | ----- | ----- | ----- | ----- | ----- | ----- | ----- | ----- | ----- | ----- | ----- | ----- | ----- | ----- | ----- | ----- | ----- | ----- |
| Грае Моррис     | Мужчины IQFoil       |       |       |       |       |       |       |       |       |       | —     | —     | —     |       |       |       |       |       |       |       |       |       |       |       |       |       |       |
| Бреиана Уайтхид | Женщины Формула Кайт |       |       |       |       |       |       |       |       |       |       |       |       | —     |       |       |       |       |       |       |       |       |       |       |       |       |       |

Медальные гонки
| Спортсмен                  | Дисциплина      | Гонка | Гонка | Гонка | Гонка | Гонка | Гонка | Гонка | Гонка | Гонка | Гонка | Гонка | Гонка | Гонка | Гонка | Гонка | Гонка | Баллы | Место |
| Спортсмен                  | Дисциплина      | 1     | 2     | 3     | 4     | 5     | 6     | 7     | 8     | 9     | 10    | 11    | 12    | 13    | 14    | 15    | M*    | Баллы | Место |
| -------------------------- | --------------- | ----- | ----- | ----- | ----- | ----- | ----- | ----- | ----- | ----- | ----- | ----- | ----- | ----- | ----- | ----- | ----- | ----- | ----- |
| Мэттью Верн                | Мужчины ILCA 7  |       |       |       |       |       |       |       |       |       |       | —     | —     | —     | —     | —     |       |       |       |
| Джим Колли Шон Коннор      | Мужчины 49-й    |       |       |       |       |       |       |       |       |       |       |       |       |       |       |       |       |       |       |
| Зои Томсон                 | Женщины ILCA 6  |       |       |       |       |       |       |       |       |       |       | —     | —     | —     | —     | —     |       |       |       |
| Оливия Прайс Эви Хазельдин | Женщины 49-й FX |       |       |       |       |       |       |       |       |       |       |       |       |       |       |       |       |       |       |
| Конор Николас Ниа Джервуд  | Микст 470       |       |       |       |       |       |       |       |       |       |       |       | —     | —     | —     | —     |       |       |       |
| Брин Лиддел Рианнон Браун  | Микст Накра 17  |       |       |       |       |       |       |       |       |       |       |       |       |       |       |       |       |       |       |

M = Медальная гонка; EL = Выбыл – не участвовал в медальной гонке

## Плавание
Австралийские пловцы выполнили требования для участия во всех дисциплинах плавательного турнира Олимпиады (максимум два пловца, выполнивших Олимпийский квалификационный норматив (OST)). Чтобы обеспечить себе попадание в олимпийскую сборную, пловцы должны занять два первых места по итогам соревнований на чемпионате Австралии и олимпийском отборе.
Мужчины
| Спортсмен      | Дисциплина                | Заплывы | Заплывы | Полуфиналы | Полуфиналы | Финал | Финал |
| Спортсмен      | Дисциплина                | Время   | Место   | Время      | Место      | Время | Место |
| -------------- | ------------------------- | ------- | ------- | ---------- | ---------- | ----- | ----- |
|                | 50 м вольный стиль        |         |         |            |            |       |       |
|                |                           |         |         |            |            |       |       |
|                | 100 м вольный стиль       |         |         |            |            |       |       |
|                |                           |         |         |            |            |       |       |
|                | 200 м вольный стиль       |         |         |            |            |       |       |
|                |                           |         |         |            |            |       |       |
|                | 400 м вольный стиль       |         |         | —          | —          |       |       |
|                | 400 м вольный стиль       |         |         | —          | —          |       |       |
|                | 800 м вольный стиль       |         |         | —          | —          |       |       |
|                | 800 м вольный стиль       |         |         | —          | —          |       |       |
|                | 1500 м вольный стиль      |         |         | —          | —          |       |       |
|                | 100 м на спине            |         |         |            |            |       |       |
|                |                           |         |         |            |            |       |       |
|                | 200 м на спине            |         |         |            |            |       |       |
|                |                           |         |         |            |            |       |       |
|                | 200 м брасс               |         |         |            |            |       |       |
|                | 100 m баттерфляй          |         |         |            |            |       |       |
|                |                           |         |         |            |            |       |       |
|                | 200 м комплекс            |         |         |            |            |       |       |
|                | 400 м комплекс            |         |         | —          | —          |       |       |
|                | 4 × 100 м вольный стиль   |         |         | —          | —          |       |       |
|                | 4 × 200 м вольный стиль   |         |         | —          | —          |       |       |
|                | 4 × 100 м комбинированная |         |         | —          | —          |       |       |
| Николас Сломан | 10 км открытая вода       | —       | —       | —          | —          |       |       |
| Кайл Ли        | 10 км открытая вода       | —       | —       | —          | —          |       |       |

Женщины
| Спортсмен     | Дисциплина                | Заплывы | Заплывы | Полуфиналы | Полуфиналы | Финал | Финал |
| Спортсмен     | Дисциплина                | Время   | Место   | Время      | Место      | Время | Место |
| ------------- | ------------------------- | ------- | ------- | ---------- | ---------- | ----- | ----- |
|               | 50 м вольный стиль        |         |         |            |            |       |       |
|               |                           |         |         |            |            |       |       |
|               | 100 м вольный стиль       |         |         |            |            |       |       |
|               |                           |         |         |            |            |       |       |
|               | 200 м вольный стиль       |         |         |            |            |       |       |
|               |                           |         |         |            |            |       |       |
|               | 400 м вольный стиль       |         |         | —          | —          |       |       |
|               | 400 м вольный стиль       |         |         | —          | —          |       |       |
|               | 800 м вольный стиль       |         |         | —          | —          |       |       |
|               | 800 м вольный стиль       |         |         | —          | —          |       |       |
|               | 1500 м вольный стиль      |         |         | —          | —          |       |       |
|               | 1500 м вольный стиль      |         |         | —          | —          |       |       |
|               | 100 м на спине            |         |         |            |            |       |       |
|               |                           |         |         |            |            |       |       |
|               | 200 м на спине            |         |         |            |            |       |       |
|               |                           |         |         |            |            |       |       |
|               | 200 м брасс               |         |         |            |            |       |       |
|               |                           |         |         |            |            |       |       |
|               | 100 m баттерфляй          |         |         |            |            |       |       |
|               |                           |         |         |            |            |       |       |
|               | 200 m баттерфляй          |         |         |            |            |       |       |
|               |                           |         |         |            |            |       |       |
|               | 200 м комплекс            |         |         |            |            |       |       |
|               |                           |         |         |            |            |       |       |
|               | 400 м комплекс            |         |         | —          | —          |       |       |
|               | 4 × 100 м вольный стиль   |         |         | —          | —          |       |       |
|               | 4 × 200 м вольный стиль   |         |         | —          | —          |       |       |
|               | 4 × 100 м комбинированная |         |         | —          | —          |       |       |
| Челси Губецка | 10 км открытая вода       | —       | —       | —          | —          |       |       |
| Моеша Джонсон | 10 км открытая вода       | —       | —       | —          | —          |       |       |

Микст
| Спортсмен | Дисциплина                | Заплывы | Заплывы | Финал | Финал |
| Спортсмен | Дисциплина                | Время   | Место   | Время | Место |
| --------- | ------------------------- | ------- | ------- | ----- | ----- |
|           | 4 × 100 м комбинированная |         |         |       |       |

## Прыжки в воду
Австралия завоевала две индивидуальные квоты на участие в олимпийском турнире по прыжкам в воду на Чемпионате мира по водным видам спорта 2023 года в Фукуоке, Япония, четыре индивидуальные квоты на Чемпионате Океании по прыжкам в воду 2023 года в Брисбене, Австралия и одну индивидуальную и две квоты в синхронные прыжки на Чемпионате мира по водным видам спорта 2024 года в Дохе, Катар.
| Спортсмен | Дисциплина                             | Квалификация | Квалификация | Полуфинал | Полуфинал | Финал | Финал |
| Спортсмен | Дисциплина                             | Баллы        | Место        | Баллы     | Место     | Баллы | Место |
| --------- | -------------------------------------- | ------------ | ------------ | --------- | --------- | ----- | ----- |
|           | Мужчины 3-метровый трамплин            |              |              |           |           |       |       |
|           | Мужчины 10-метровая вышка              |              |              |           |           |       |       |
|           |                                        |              |              |           |           |       |       |
|           | Женщины 3-метровый трамплин            |              |              |           |           |       |       |
|           |                                        |              |              |           |           |       |       |
|           | Женщины 10-метровая вышка              |              |              |           |           |       |       |
|           |                                        |              |              |           |           |       |       |
|           | Мужчины 10-метровая вышка синхронные   | —            | —            | —         | —         |       |       |
|           | Женщины 3-метровый трамплин синхронные | —            | —            | —         | —         |       |       |

## Регби-7
Мужская и женская сборные Австралии по регби-7 завоевали право участвовать в олимпийском турнире, заняв соответственно пятое и второе место по итогам Мировой серии 2022-2023 годов.
| Команда   | Соревнование   | Групповая стадия | Групповая стадия | Групповая стадия | Групповая стадия | Четвертьфиналы | Полуфиналы    | Финал / Матч за 3 место | Финал / Матч за 3 место |
| Команда   | Соревнование   | Соперник Счёт    | Соперник Счёт    | Соперник Счёт    | Место            | Соперник Счёт  | Соперник Счёт | Соперник Счёт           | Место                   |
| --------- | -------------- | ---------------- | ---------------- | ---------------- | ---------------- | -------------- | ------------- | ----------------------- | ----------------------- |
| Австралия | Мужской турнир |                  |                  |                  |                  |                |               |                         |                         |
| Австралия | Женский турнир |                  |                  |                  |                  |                |               |                         |                         |

### Мужской турнир
Состав команды
- Команда из 12 игроков

### Женский турнир
Состав команды
- Команда из 12 игроков

## Сёрфинг
Австралийские сёрферы завоевали по два места в мужские соревнования и женские соревнования по сёрфингу по результатам Мировой лиги сёрфинга 2023 года.
| Спортсмен     | Категория | 1 раунд | 1 раунд | 2 раунд | 2 раунд | 3 раунд            | Четвертьфинал      | Полуфинал          | Финал / За 3 место | Финал / За 3 место |
| Спортсмен     | Категория | Счёт    | Место   | Счёт    | Место   | Соперник Результат | Соперник Результат | Соперник Результат | Соперник Результат | Место              |
| ------------- | --------- | ------- | ------- | ------- | ------- | ------------------ | ------------------ | ------------------ | ------------------ | ------------------ |
| Итан Эвинг    | Мужчины   |         |         |         |         |                    |                    |                    |                    |                    |
| Джек Робинсон | Мужчины   |         |         |         |         |                    |                    |                    |                    |                    |
| Тайлер Райт   | Женщины   |         |         |         |         |                    |                    |                    |                    |                    |
| Молли Пиклум  | Женщины   |         |         |         |         |                    |                    |                    |                    |                    |

## Синхронное плавание
Австралия получила право заявить в олимпийских соревнованиях команду и дуэт по результатам квалификации Океании в рамках Чемпионата мира по водным видам спорта 2023 года в Фукуоке, Япония.
| Спортсмен | Дисциплина | Техническая программа | Техническая программа | Произвольная программа (квалификация) | Произвольная программа (квалификация) | Произвольная программа (квалификация) | Произвольная программа (финал) | Произвольная программа (финал)     | Произвольная программа (финал) |
| Спортсмен | Дисциплина | Баллы                 | Место                 | Баллы                                 | Всего (техническая и произвольная)    | Место                                 | Баллы                          | Всего (техническая и произвольная) | Место                          |
| --------- | ---------- | --------------------- | --------------------- | ------------------------------------- | ------------------------------------- | ------------------------------------- | ------------------------------ | ---------------------------------- | ------------------------------ |
|           | Дуэты      |                       |                       |                                       |                                       |                                       |                                |                                    |                                |
|           | Команды    |                       |                       | —                                     | —                                     | —                                     |                                |                                    |                                |

## Современное пятиборье
Австралия завоевала по одному месту в мужские и женские соревнования пятиборцев на Чемпионате Африки и Океании 2023 года в Каире, Египет.
| Спортсмен              | Дисциплина     | Фехтование (шпага до 1 укола) | Фехтование (шпага до 1 укола) | Фехтование (шпага до 1 укола) | Фехтование (шпага до 1 укола) | Плавание (200 м вольный стиль) | Плавание (200 м вольный стиль) | Плавание (200 м вольный стиль) | Конный спорт (конкур) | Конный спорт (конкур) | Конный спорт (конкур) | Комбинация: стрельба и бег (10 м пистолет)/(3200 м) | Комбинация: стрельба и бег (10 м пистолет)/(3200 м) | Комбинация: стрельба и бег (10 м пистолет)/(3200 м) | Сумма | Место |
| Спортсмен              | Дисциплина     | ОР                            | БР                            | Место                         | Баллы                         | Время                          | Место                          | Баллы                          | Штраф                 | Место                 | Баллы                 | Время                                               | Место                                               | Баллы                                               | Сумма | Место |
| ---------------------- | -------------- | ----------------------------- | ----------------------------- | ----------------------------- | ----------------------------- | ------------------------------ | ------------------------------ | ------------------------------ | --------------------- | --------------------- | --------------------- | --------------------------------------------------- | --------------------------------------------------- | --------------------------------------------------- | ----- | ----- |
| Рис Лански             | Мужской турнир |                               |                               |                               |                               |                                |                                |                                |                       |                       |                       |                                                     |                                                     |                                                     |       |       |
| Женевьева ван Ренсбург | Женский турнир |                               |                               |                               |                               |                                |                                |                                |                       |                       |                       |                                                     |                                                     |                                                     |       |       |

## Спортивное скалолазание
Австралия завоевала по одному месту в мужской и женской Комбинации боулдеринга и лазания на трудность в квалификации Океании 2023 года в Мельбурне, Австралия.
Комбинация боулдеринга и лазания на трудность
| Спортсмен         | Категория | Квалификация | Квалификация | Квалификация | Квалификация | Квалификация | Квалификация | Квалификация | Финал      | Финал      | Финал     | Финал     | Финал     | Финал | Финал |
| Спортсмен         | Категория | Боулдеринг   | Боулдеринг   | Трудность    | Трудность    | Трудность    | Всего        | Место        | Боулдеринг | Боулдеринг | Трудность | Трудность | Трудность | Всего | Место |
| Спортсмен         | Категория | Результат    | Место        | Зацеп        | Время        | Место        | Всего        | Место        | Результат  | Место      | Зацеп     | Время     | Место     | Всего | Место |
| ----------------- | --------- | ------------ | ------------ | ------------ | ------------ | ------------ | ------------ | ------------ | ---------- | ---------- | --------- | --------- | --------- | ----- | ----- |
| Кемпбелл Харрисон | Мужчины   |              |              |              |              |              |              |              |            |            |           |           |           |       |       |
| Осеана Маккензи   | Женщины   |              |              |              |              |              |              |              |            |            |           |           |           |       |       |

## Стрельба
Австралия завоевала одно место в олимпийский турнир стрелков на Чемпионате мира по стрельбе 2022 года и одиннадцать мест в различных дисциплинах на Чемпионате Океании по стрельбе 2023 года.
Мужчины
| Спортсмен | Дисциплина                            | Квалификация | Квалификация | Полуфинал | Полуфинал | Финал | Финал |
| Спортсмен | Дисциплина                            | Баллы        | Место        | Баллы     | Место     | Баллы | Место |
| --------- | ------------------------------------- | ------------ | ------------ | --------- | --------- | ----- | ----- |
|           | Пневматическая винтовка, 10 метров    |              |              |           |           |       |       |
|           | Винтовка из трёх положений, 50 метров |              |              |           |           |       |       |
|           | Пневматический пистолет, 10 м         |              |              |           |           |       |       |
|           | Скорострельный пистолет, 25 метров    |              |              |           |           |       |       |
|           | Скит                                  |              |              |           |           |       |       |

Женщины
| Спортсмен | Дисциплина                            | Квалификация | Квалификация | Полуфинал | Полуфинал | Финал | Финал |
| Спортсмен | Дисциплина                            | Баллы        | Место        | Баллы     | Место     | Баллы | Место |
| --------- | ------------------------------------- | ------------ | ------------ | --------- | --------- | ----- | ----- |
|           | Пневматическая винтовка, 10 метров    |              |              |           |           |       |       |
|           | Винтовка из трёх положений, 50 метров |              |              |           |           |       |       |
|           | Пневматический пистолет, 10 м         |              |              |           |           |       |       |
|           | Пистолет, 25 метров                   |              |              |           |           |       |       |
|           | Трап                                  |              |              |           |           |       |       |
|           |                                       |              |              |           |           |       |       |
|           | Скит                                  |              |              |           |           |       |       |

Микст
| Спортсмен | Дисциплина                         | Квалификация | Квалификация | Полуфинал | Полуфинал | Финал | Финал |
| Спортсмен | Дисциплина                         | Баллы        | Место        | Баллы     | Место     | Баллы | Место |
| --------- | ---------------------------------- | ------------ | ------------ | --------- | --------- | ----- | ----- |
|           | Пневматическая винтовка, 10 метров |              |              |           |           |       |       |
|           | Пневматический пистолет, 10 метров |              |              |           |           |       |       |
|           | Скит                               |              |              |           |           |       |       |

## Стрельба из лука
Австралия завоевала по одному месту в мужские и женские соревнования личные соревнования, а также право выставить команду в миксте на Тихоокеанских играх 2023 года в Хониаре, Соломоновы острова.
| Спортсмен | Дисциплина                        | Предварительный раунд | Предварительный раунд | 1/64          | 1/32          | 1/16          | Четвертьфиналы | Полуфиналы    | Финал / За 3 место | Финал / За 3 место |
| Спортсмен | Дисциплина                        | Результат             | Посев                 | Соперник Счет | Соперник Счет | Соперник Счет | Соперник Счет  | Соперник Счет | Соперник Счет      | Место              |
| --------- | --------------------------------- | --------------------- | --------------------- | ------------- | ------------- | ------------- | -------------- | ------------- | ------------------ | ------------------ |
|           | Мужчины индивидуальное первенство |                       |                       | 0             |               |               |                |               |                    |                    |
|           | Женщины индивидуальное первенство |                       |                       | 0             |               |               |                |               |                    |                    |
|           | Микст команды                     |                       |                       | —             | —             | 0             |                |               |                    |                    |

## Триатлон
Австралия завоевала по два квотных места в соревнования мужчин и женщин, войдя в первую восьмерку рейтинга смешанных эстафет World Triathlon.
Личное
| Спортсмен | Категория | Время             | Время     | Время             | Время     | Время       | Время | Место |
| Спортсмен | Категория | Плавание (1,5 км) | Переход 1 | Велосипед (40 км) | Переход 2 | Бег (10 км) | Всего | Место |
| --------- | --------- | ----------------- | --------- | ----------------- | --------- | ----------- | ----- | ----- |
|           | Мужчины   |                   |           |                   |           |             |       |       |
|           |           |                   |           |                   |           |             |       |       |
|           | Женщины   |                   |           |                   |           |             |       |       |
|           |           |                   |           |                   |           |             |       |       |

Эстафета
| Спортсмен | Категория      | Время            | Время     | Время            | Время     | Время      | Время | Место |
| Спортсмен | Категория      | Плавание (300 м) | Переход 1 | Велосипед (7 км) | Переход 2 | Бег (2 км) | Всего | Место |
| --------- | -------------- | ---------------- | --------- | ---------------- | --------- | ---------- | ----- | ----- |
|           | Микст эстафета |                  |           |                  |           |            |       | —     |
|           | Микст эстафета |                  |           |                  |           |            |       | —     |
|           | Микст эстафета |                  |           |                  |           |            |       | —     |
|           | Микст эстафета |                  |           |                  |           |            |       | —     |
| Всего     | Микст эстафета | —                | —         | —                | —         | —          |       |       |

## Тхэквондо
Австралия получила два места в мужском и одно место в женском турнире на Квалификационном турнире Океании 2024 года в Хониаре, Соломоновы острова.
| Спортсмен       | Дисциплина       | Квалификация       | 1/8 финала         | Четвертьфиналы     | Полуфиналы         | Утеш. поединки     | Финал/За 3 место   | Финал/За 3 место |
| Спортсмен       | Дисциплина       | Соперник Результат | Соперник Результат | Соперник Результат | Соперник Результат | Соперник Результат | Соперник Результат | Место            |
| --------------- | ---------------- | ------------------ | ------------------ | ------------------ | ------------------ | ------------------ | ------------------ | ---------------- |
| Бэйли Льюис     | Мужчины до 58 кг |                    |                    |                    |                    |                    |                    |                  |
| Леон Сейранович | Мужчины до 80 кг |                    |                    |                    |                    |                    |                    |                  |
| Стейси Хаймер   | Женщины до 57 кг |                    |                    |                    |                    |                    |                    |                  |

## Тяжёлая атлетика
Австралия получила одно место в женских соревнованиях в соответствии с олимпийским рейтингом IWF и по одному месту в мужских и женских соревнованиях в соответствии с олимпийским континентальным квалификационным рейтингом IWF.
| Спортсмен                | Категория        | Рывок     | Рывок | Толчок    | Толчок | Всего | Место |
| Спортсмен                | Категория        | Результат | Место | Результат | Место  | Всего | Место |
| ------------------------ | ---------------- | --------- | ----- | --------- | ------ | ----- | ----- |
| Кайл Брюс                | Мужчины до 89 кг |           |       |           |        |       |       |
| Жаклин Нишель            | Женщины до 71 кг |           |       |           |        |       |       |
| Эйлин Флоанна Чикаматана | Женщины до 81 кг |           |       |           |        |       |       |

## Футбол
Женская сборная Австралии по футболу завоевала право участвовать в олимпийском турнире, став одним из двух победителей Азиатского квалификационного турнира 2024 года.
| Команда   | Соревнование   | Групповая стадия | Групповая стадия | Групповая стадия | Групповая стадия | Четвертьфиналы | Полуфиналы    | Финал / За 3 место | Финал / За 3 место |
| Команда   | Соревнование   | Соперник Счёт    | Соперник Счёт    | Соперник Счёт    | Место            | Соперник Счёт  | Соперник Счёт | Соперник Счёт      | Место              |
| --------- | -------------- | ---------------- | ---------------- | ---------------- | ---------------- | -------------- | ------------- | ------------------ | ------------------ |
| Австралия | Женский турнир | Германия         | Замбия           | США              |                  |                |               |                    |                    |

### Женский турнир
Состав команды
- Команда из 18 игроков

## Хоккей на траве
Мужская и женская сборные Австралии по хоккею на траве завоевали право выступить в олимпийском турнире, выиграв Кубок Океании 2023 года в Фангареи, Австралия.
| Команда   | Соревнование   | Групповая стадия | Групповая стадия | Групповая стадия | Групповая стадия | Групповая стадия | Групповая стадия | Четвертьфиналы | Полуфиналы    | Финал / За 3 место | Финал / За 3 место |
| Команда   | Соревнование   | Соперник Счёт    | Соперник Счёт    | Соперник Счёт    | Соперник Счёт    | Соперник Счёт    | Место            | Соперник Счёт  | Соперник Счёт | Соперник Счёт      | Место              |
| --------- | -------------- | ---------------- | ---------------- | ---------------- | ---------------- | ---------------- | ---------------- | -------------- | ------------- | ------------------ | ------------------ |
| Австралия | Мужской турнир | Аргентина        | Ирландия         | Бельгия          | Новая Зеландия   | Индия            |                  |                |               |                    |                    |
| Австралия | Женский турнир | ЮАР              | Великобритания   | США              | Аргентина        | Испания          |                  |                |               |                    |                    |

### Мужской турнир
Состав команды
- Команда из 16 игроков

### Женский турнир
Состав команды
- Команда из 16 игроков